# Owana, the Devil Woman
Owana, the Devil Woman è un cortometraggio muto del 1913 diretto da Frank Montgomery.

## Produzione
Il film fu prodotto dalla Nestor Film Company. Venne girato nel Providencia Ranch, a Hollywood Hills, (Los Angeles) (Oak Crest).

## Distribuzione
Distribuito dall'Universal Film Manufacturing Company, il film - un cortometraggio di una bobina - uscì nelle sale cinematografiche statunitensi il 6 giugno 1913.